# Човић Поље (Орашје)
Човић Поље је насељено мјесто у општини Орашје, Босна и Херцеговина.

## Становништво
|             | 2013.      | 1991.        | 1981.        | 1971.        |
| Укупно      | 0 (0,000%) | 796 (100,0%) | 862 (100,0%) | 899 (100,0%) |
| Срби        | –          | 780 (97,99%) | 834 (96,75%) | 896 (99,67%) |
| Југословени | –          | 12 (1,508%)  | 19 (2,204%)  | –            |
| Остали      | –          | 3 (0,377%)   | 4 (0,464%)   | 2 (0,222%)   |
| Бошњаци     | –          | 1 (0,126%)1  | –            | –            |
| Хрвати      | –          | –            | 5 (0,580%)   | 1 (0,111%)   |

1. 1 На пописима од 1971. до 1991. Бошњаци су пописивани углавном као Муслимани.